# طوبال شانغزياني
طوبال شانغزياني (الاسم العلمي: Nyssa shangszeensis) هو نوع من النباتات يتبع جنس الطوبال من الفصيلة القرانية.